# Батурін Юрій Анатолійович
Юрій Анатолійович Батурін (нар. 13 серпня 1972, с. Ставидла, Олександрівський район, Кіровоградська область, Українська РСР) — російський актор театру і кіно. Підтримує путінський режим та війну Росії проти України.

## Життєпис
Народився в родині військового і вчительки. З 14 років жив у Дніпропетровську, вступив в РУТМ, після закінчення був запрошений працювати в театрі Ленком. Змінив безліч професій: працював в ресторані, починаючи від бармена до головного адміністратора. Був водієм-механіком: за два роки об'їздив практично всю європейську частину Росії на КРАЗах, «Уралах», КАМАЗах. Потім став займатися бізнесом — виданням журналів, занурився в медійний бізнес. У 33 роки повернувся на екран. Закінчив Дніпропетровське театральне училище в 1992 році. У 1996 році закінчив РАТМ (Російська академія театрального мистецтва), режисерський факультет (РУТМ, майстерня М. Захарова).

## Фільмографія
| Рік       |   | Українська назва                  | Оригінальна назва                  | Роль                                           |
| --------- | - | --------------------------------- | ---------------------------------- | ---------------------------------------------- |
| 2004—2008 | с | Адвокат                           | Адвокат                            | Сергій / кількість серій/озвучування           |
| 2006      | ф | Чек                               | Чек                                | Серж                                           |
| 2006      | ф | Аеропорт 2                        | Аеропорт 2                         | Алекс                                          |
| 2006      | ф | Чарівність зла                    | Очарование зла                     | чиновник Міністерства внутрішніх справ Франції |
| 2006      | ф | Автономка                         | Автономка                          | Ігор Казанцев                                  |
| 2006      | ф | Золота теща                       | Золотая теща                       |                                                |
| 2006      | ф | Любов як любов                    | Любовь как любовь                  |                                                |
| 2007      | ф | Слухаючи тишу                     | Слушая тишину                      | Іван                                           |
| 2008      | ф | Судова колонка                    | Судебная колонка                   |                                                |
| 2008      | с | Знахар                            | Знахарь                            | Денис Сельцов «Знахар»                         |
| 2008      | ф | Сила притягання                   | Сила притяжения                    | Олег Сухов                                     |
| 2008      | ф | Морозов                           | Морозов                            | Егор Крутов                                    |
| 2008—2009 | с | Закон і порядок. Злочинний умисел | Закон и порядок. Преступный умысел | Фелікс Романов                                 |
| 2009      | ф | Мережива                          | Кружева                            | Анатолій                                       |
| 2009      | ф | Ще один шанс                      | Ещё один шанс                      | Арсеній Іванов                                 |
| 2009      | ф | Люди Шпака                        | Люди Шпака                         | Іван Гомес, капітан міліції                    |
| 2009—2010 | с | Обручка                           | Обручальное кольцо                 | Сергій Гаврилов, бізнесмен, чоловік Анастасії  |
| 2009      | с | Морський патруль 2                | Морской патруль                    | Влад                                           |
| 2009      | с | Вербна неділя                     | Вербное воскресенье                | Олексій Егорович Громов                        |
| 2009      | ф | Бабуся Ада                        | Бабушка Ада                        |                                                |
| 2010—2012 | с | Єфросинія                         | Ефросинья                          | Дмитро Троїцький                               |
| 2010      | с | Вежі                              | Башни                              | Батько Валери                                  |
| 2010      | ф | Земський доктор                   | Земской доктор                     | монах                                          |
| 2011      | с | Метод Лаврової                    | Метод Лавровой                     | адвокат Леоновський                            |
| 2011      | ф | Група щастя                       | Группа счастья                     |                                                |
| 2011      | ф | 20 років без кохання              | 20 лет без любви                   | бізнесмен                                      |
| 2011      | с | Формат А4                         | Формат А4                          |                                                |
| 2012      | ф | Василіса Кожикіна                 | Василиса Кожикина                  | генерал                                        |
| 2012      | ф | Самара                            | Самара                             |                                                |
| 2016      | с | Жінка його мрії                   | Женщина его мечты                  | Ігор Володимирович Сіверський                  |
| 2017      | ф | Ціна брехні                       | Цена лжи                           | Головна роль                                   |